# Coppa Italia Lega Nazionale Pallacanestro 2016
La Coppa Italia Lega Nazionale Pallacanestro 2016 (che ha preso nome di IG Basket Cup 2016 per ragioni di sponsorizzazione) è stata una competizione di pallacanestro maschile per squadre di Serie A2, Serie B e Serie C Gold.
I palazzetti ricavati all'interno della struttura fieristica di Rimini hanno ospitato, per il terzo anno consecutivo, le finali che hanno avuto luogo tra il 4 e il 6 marzo 2016.
La competizione principale è stata vinta dallo Scafati Basket.

## Formula
- Serie A2: partecipano alla Final Eight otto squadre, ovvero le prime quattro squadre classificate al termine del girone d'andata dei due gironi di Serie A2.
- Serie B: si qualificano alla Final Four quattro squadre, ovvero le prime squadre classificate al termine del girone d'andata dei quattro gironi di Serie B.
- Serie C Gold: si qualificano alla Final Six sei squadre, ovvero le prime squadre classificate al termine del girone d'andata dei sei gironi di Serie C Gold organizzati solo da cinque comitati regionali FIP: Lombardia (due gironi), Emilia-Romagna, Triveneto, Lazio e Piemonte/Valle d'Aosta. Gli abbinamenti per la fase finale saranno definiti attraverso una graduatoria basata sul quoziente punti (punti in classifica/gare giocate) delle gare del girone di andata.

## Risultati

### Serie A2

#### Final Eight
|  | Quarti di finale | Quarti di finale                  | Quarti di finale          |                |                           | Semifinali                | Semifinali | Semifinali |  |  | Finale | Finale                    | Finale |
|  |                  |                                   |                           |                |                           |                           |            |            |  |  |        |                           |        |
|  | 1O               | Moncada Agrigento                 | 69                        |                |                           |                           |            |            |  |  |        |                           |        |
|  | 4E               | Dinamica Generale Mantova         | 79                        |                |                           |                           |            |            |  |  |        |                           |        |
|  | 4E               | Dinamica Generale Mantova         | 79                        |                | 4E                        | Dinamica Generale Mantova | 76         |            |  |  |        |                           |        |
|  |                  |                                   |                           |                | 4E                        | Dinamica Generale Mantova | 76         |            |  |  |        |                           |        |
|  |                  | 3O                                | BCC Agropoli              | 75             |                           |                           |            |            |  |  |        |                           |        |
|  | 2E               | 3O                                | BCC Agropoli              | 75             | Andrea Costa Imola        | 71                        |            |            |  |  |        |                           |        |
|  | 2E               |                                   |                           |                | Andrea Costa Imola        | 71                        |            |            |  |  |        |                           |        |
|  | 3O               | BCC Agropoli                      | 76                        |                |                           |                           |            |            |  |  |        |                           |        |
|  |                  |                                   |                           |                |                           |                           |            |            |  |  | 4E     | Dinamica Generale Mantova | 62     |
|  |                  |                                   | 2O                        | Givova Scafati | 72                        |                           |            |            |  |  |        |                           |        |
|  | 2O               | Givova Scafati                    | 56                        |                |                           |                           |            |            |  |  |        |                           |        |
|  | 3E               | De' Longhi Treviso                | 53                        |                |                           |                           |            |            |  |  |        |                           |        |
|  | 3E               | De' Longhi Treviso                | 53                        |                | 2O                        | Givova Scafati            | 69         |            |  |  |        |                           |        |
|  |                  |                                   |                           |                | 2O                        | Givova Scafati            | 69         |            |  |  |        |                           |        |
|  |                  | 4O                                | Novipiù Casale Monferrato | 67             |                           |                           |            |            |  |  |        |                           |        |
|  | 4O               | 4O                                | Novipiù Casale Monferrato | 67             | Novipiù Casale Monferrato | 84                        |            |            |  |  |        |                           |        |
|  | 4O               |                                   |                           |                | Novipiù Casale Monferrato | 84                        |            |            |  |  |        |                           |        |
|  | 1E               | C. del Latte-Amica Natura Brescia | 65                        |                |                           |                           |            |            |  |  |        |                           |        |

#### Tabellini

##### Quarti di finale
| Rimini 4 marzo 2016, ore 16:15 | Leonessa Brescia | 65 – 84 referto | Junior Casale | Arena Parigi 1999 Rimini Fiera |

| Rimini 4 marzo 2016, ore 18:30 | Scafati Basket | 56 – 53 | Universo Treviso | Arena Parigi 1999 Rimini Fiera |

| Rimini 4 marzo 2016, ore 20:00 | Fortitudo Agrigento | 69 – 79 | Pall. Mantovana | Arena Atene 2004 Rimini Fiera |

| Rimini 4 marzo 2016, ore 20:45 | A. Costa Imola | 71 – 76 | Basket Agropoli | Arena Parigi 1999 Rimini Fiera |

##### Semifinali
| Rimini 5 marzo 2016, ore 18:30 | Junior Casale | 67 – 69 | Scafati Basket | Arena Parigi 1999 Rimini Fiera |

| Rimini 5 marzo 2016, ore 20:45 | Pall. Mantovana | 76 – 75 | Basket Agropoli | Arena Parigi 1999 Rimini Fiera |

##### Finale
| Rimini 6 marzo 2016, ore 18:15 | Scafati Basket | 72 – 62 | Pall. Mantovana | Arena Parigi 1999 Rimini Fiera |

### Serie B

#### Final Four
|  | Semifinali                      | Semifinali                      | Semifinali                  |                             |                     | Finale              | Finale | Finale |  |
|  |                                 |                                 |                             |                             |                     |                     |        |        |  |
|  | Unieuro 2.015 Forlì             | Unieuro 2.015 Forlì             | 68                          |                             |                     |                     |        |        |  |
|  | Unieuro 2.015 Forlì             | Unieuro 2.015 Forlì             | 68                          |                             |                     |                     |        |        |  |
|  | Walcor Orzinuovi                | Walcor Orzinuovi                | 64                          |                             |                     |                     |        |        |  |
|  | Walcor Orzinuovi                | Walcor Orzinuovi                | 64                          |                             | Unieuro 2.015 Forlì | Unieuro 2.015 Forlì | 78     |        |  |
|  |                                 |                                 |                             |                             | Unieuro 2.015 Forlì | Unieuro 2.015 Forlì | 78     |        |  |
|  |                                 |                                 | Simply F.A. Eurobasket Roma | Simply F.A. Eurobasket Roma | 64                  |                     |        |        |  |
|  | Simply F.A. Eurobasket Roma     | Simply F.A. Eurobasket Roma     | Simply F.A. Eurobasket Roma | Simply F.A. Eurobasket Roma | 64                  | 85                  |        |        |  |
|  | Simply F.A. Eurobasket Roma     | Simply F.A. Eurobasket Roma     |                             |                             |                     |                     |        |        |  |
|  | Dino Bigioni Shoes Montegranaro | Dino Bigioni Shoes Montegranaro | 71                          |                             |                     |                     |        |        |  |

### Serie C Gold

#### Squadre qualificate
- Bigstore Alba (Piemonte)
- iMO Saronno (Lombardia A)
- Argomm Iseo (Lombardia B)

- Fluid System 80 Tarcento (Triveneto)
- Global Sistemi Forlì (Emilia Romagna)
- Simply F. Argenti Vis Nova Roma (Lazio)

#### Final Six
|  | Quarti di finale | Quarti di finale          | Quarti di finale          |                          |                      | Semifinali               | Semifinali | Semifinali |  |  | Finale | Finale                    | Finale |
|  |                  |                           |                           |                          |                      |                          |            |            |  |  |        |                           |        |
|  | 1                | Simply F.A. Vis Nova Roma |                           |                          |                      |                          |            |            |  |  |        |                           |        |
|  |                  | bye                       |                           |                          |                      |                          |            |            |  |  |        |                           |        |
|  |                  | 1                         | Simply F.A. Vis Nova Roma | 66                       |                      |                          |            |            |  |  |        |                           |        |
|  |                  |                           |                           | 66                       |                      |                          |            |            |  |  |        |                           |        |
|  |                  | 5                         | Bigstore Alba             | 55                       |                      |                          |            |            |  |  |        |                           |        |
|  | 4                | 5                         | Bigstore Alba             | 55                       | Global Sistemi Forlì | 50                       |            |            |  |  |        |                           |        |
|  | 4                |                           |                           |                          | Global Sistemi Forlì | 50                       |            |            |  |  |        |                           |        |
|  | 5                | Bigstore Alba             | 58                        |                          |                      |                          |            |            |  |  |        |                           |        |
|  |                  |                           |                           |                          |                      |                          |            |            |  |  | 1      | Simply F.A. Vis Nova Roma | 62     |
|  |                  |                           | 6                         | Fluid System 80 Tarcento | 49                   |                          |            |            |  |  |        |                           |        |
|  | 3                | Argomm Iseo               | 71                        |                          |                      |                          |            |            |  |  |        |                           |        |
|  | 6                | Fluid System 80 Tarcento  | 72                        |                          |                      |                          |            |            |  |  |        |                           |        |
|  | 6                | Fluid System 80 Tarcento  | 72                        |                          | 6                    | Fluid System 80 Tarcento | 65         |            |  |  |        |                           |        |
|  |                  |                           |                           |                          | 6                    | Fluid System 80 Tarcento | 65         |            |  |  |        |                           |        |
|  |                  | 2                         | iMO Saronno               | 60                       |                      |                          |            |            |  |  |        |                           |        |
|  |                  | 2                         | iMO Saronno               | 60                       | bye                  |                          |            |            |  |  |        |                           |        |
|  |                  |                           |                           |                          |                      |                          |            |            |  |  |        |                           |        |
|  | 2                | iMO Saronno               |                           |                          |                      |                          |            |            |  |  |        |                           |        |

## Verdetti
- Vincitrice della Coppa Italia di Serie A2: Scafati Basket.
- Vincitrice della Coppa Italia di Serie B: Pallacanestro Forlì 2.015.
- Vincitrice della Coppa Italia di Serie C Gold: Vis Nova Basket Roma.